# Leerdamse Racing Club uit Leerdam
Il Leerdamse Racing Club uit Leerdam, comunemente noto come LRC Leerdam, è una società calcistica olandese con sede a Leerdam.

## Storia
Il Lerdam fu fondato nel 1958. Attualmente partecipa alla Hofdklasse, non essendo riuscito a qualificarsi per la nuova terza serie olandese, la Topklasse.

## Colori
I colori del Lerdam sono il bianco e il viola